# De Borchgrave d'Altena

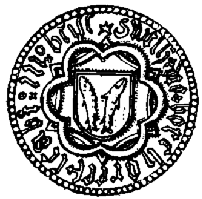
Schepenzegel van een lid van de familie Borchgrave

De Borchgrave d'Altena (gedeeltelijk, vanaf 1953 ook: De Borchgrave d'Altena Merghelynck) is een adellijk geslacht komende uit 's-Hertogenbosch, oorspronkelijk stammend uit het oud adellijk geslacht de Borchgrave uit Almkerk.

## In de Nederlandse provincies
Volgens familietradities waren de voorouders van dit geslacht burggraven van kasteel Altena. Een echt bewijs bestaat er niet. Opmerkelijk is echter wel dat de familie reeds in de middeleeuwen het wapen van de adellijke familie van Altena (twee afgewende zalmen) voerde. De eerste Borchgraves traden op als heemraden van Almkerk.
Een tak De Borchgrave vertrok begin 15e eeuw naar 's-Hertogenbosch. Verschillende leden van deze tak werden schepen en bestuurders van deze stad. Na de Reformatie werden door een deel van de katholiek gebleven familie huwelijken gesloten en heerlijkheden verworven in de Zuidelijke Nederlanden. Na een paar generaties waren er leden die zich definitief in Limburg, onder het prinsbisdom Luik, vestigden.
De eerste, als stamhoofd bekende Borchgrave was 
- Rycout Dirks zn. de Borchgrave, die in 1470 schepen was van 's-Hertogenbosch, en trouwde met Margaretha Houtappel.
  - Dirk de Borchgrave, schepen van 's-Hertogenbosch in 1519, getrouwd met Geertrui de Brant. 
    - Pieter de Borchgrave, schepen van 's-Hertogenbosch, getrouwd met Maria van Bruheze. 
      - Willem de Borchgrave, schepen van 's-Hertogenbosch, getrouwd met Everardina van Nulant. 
        - Everard de Borchgrave, schepen van 's-Hertogenbosch, getrouwd in de Zuidelijke Nederlanden, meer bepaald in Limburg, met Johanna Scroots, vrouwe van Bovelingen, Quaedmechelen en Pepingen, dochter van Michiel Scroots en Barbara de Borchgrave. 
          - Michiel de Borchgrave, schepen van 's-Hertogenbosch, heer van Bovelingen, Oerle, Quaedmechelen, drossaard van Megen, getrouwd met Maria de Jegher.

## Zuid-Nederland
- Jean Baptiste Everard de Borchgrave (1613-1684), zoon van Michiel hierboven, heer van Bovelingen, Ruckelingen, Pepingen, Quaedmechelen, getrouwd met Catherina de Woelmont. 
  - Michel François Baron de Borchgrave, heer van Bovelingen, getrouwd met Marie de Geloes.

In 1745 werd door de keurvorst van Beieren Maximiliaan III Jozef van Beieren de titel van graaf van het Heilig Roomse Rijk verleend aan verschillende Borchgraves die de titel baron voerden. De open brieven hiervoor werden geregistreerd in het prinsbisdom Luik. Het ging om drie broers, zoons van Michel de Borchgrave (hierboven):
- baron Jean-Baptiste Ernest de Borchgrave, 'van de graven van Altena', heer van Bovelingen en Quaedmechelen, lid van de Ridderschap van Luik, getrouwd met Anna Barbara de Pollart.
- Nicolas-Bernard de Borchgrave d'Altena, commandeur van Ramersdorf.
- Michel-Walerand de Borchgrave d'Altena, kanunnik van het kathedraalkapittel in Luik.

In 1816 werd het geslacht De Borchgrave d'Altena in de persoon van drie zonen van Jean-Baptiste Ernest de Borchgrave erkend in de erfelijke adel van het Koninkrijk der Nederlanden met de titel van graaf. De drie geadelden waren:
- Jean-Guillaume de Borchgrave d'Altena (1749-1818), met de titel overdraagbaar op alle afstammelingen en met benoeming in de Ridderschap van Limburg. En waren twee zonen die mee in de adel werden erkend:
  - Guillaume-Georges de Borchgrave d'Altena (1774-1845), met de titel graaf en benoeming in de Ridderschap van Limburg.
  - Jean-Louis de Borchgrave d'Altena (1775-1827), met de persoonlijke titel graaf en benoeming in de Ridderschap van Limburg. Ongehuwd gebleven.

Nog twee andere zoons, niet in de open brieven vermeld en niet in de Ridderschap benoemd, verkregen eveneens de grafelijke titel:
- Michel de Borchgrave d'Altena (1776-1853), die trouwde met Joséphine Smits (1800-1854). Met talrijk nageslacht.
  - Paul de Borchgrave d'Altena (1827-1901), diplomaat en kabinetschef van koning Leopold II, die trouwde met Isaballe d'Oultremont (1841-1909). Met talrijk nageslacht.
- Charles-Alexandre de Borchgrave d'Altena (1780-1858), die trouwde met Marguerite François (1797-1855). Uitgedoofd in 1931.

De Nederlandse tak is uitgestorven, de Belgische tak is nog talrijk vertegenwoordigd.

## Bekende telgen
- Jean Guillaume Michel Pascal de Borchgrave d'Altena (1749-1818), Eerste Kamerlid.
  - Guillaume Georges François de Borchgrave d'Altena (1774-1845), Tweede Kamerlid en Belgische senator.
    - François de Borchgrave d'Altena (1835-1902), volksvertegenwoordiger en senator.

Onder de afstammelingen van Michel de Borchgrave d'Altena (1776-1853):
- Joseph de Borchgrave d'Altena (1895-1975), auteur, hoogleraar, kunsthistoricus.
- Arnaud de Borchgrave (1926-2015), Amerikaans journalist.
- Isabelle de Borchgrave d'Altena (1946-2024), tekenares en kunstschilderes.